# Orszoł prążkowany
Orszoł prążkowany (Trichius fasciatus) – gatunek chrząszcza z rodziny poświętnikowatych i podrodziny kruszczycowatych.
Osiąga długość 9–14 mm. Na czarnych: głowie, przedpleczu, tarczce, pygidium i spodzie ciała występuje gęste, żółte owłosienie, a na przedpleczu i pygidium także białokremowe, aksamitne plamy. Pokrywy mają tło żółtopomarańczowe do brunatnożółtego z przyciemnionym szwem oraz czarny wzór z plam o zmiennej formie i układzie. Ubarwienie to jest przykładem mimikry batesowskiej – orszoł upodabnia się do wyposażonych w żądło trzmieli w celu ochrony przed drapieżnikami. Samicę można odróżnić od innych europejskich orszołów po głęboko wciętym pygidium, natomiast samca po budowie narządów kopulacyjnych. Samica od samca różni się m.in. silniej punktowanym nadustkiem i szerszymi goleniami przedniej pary odnóży.

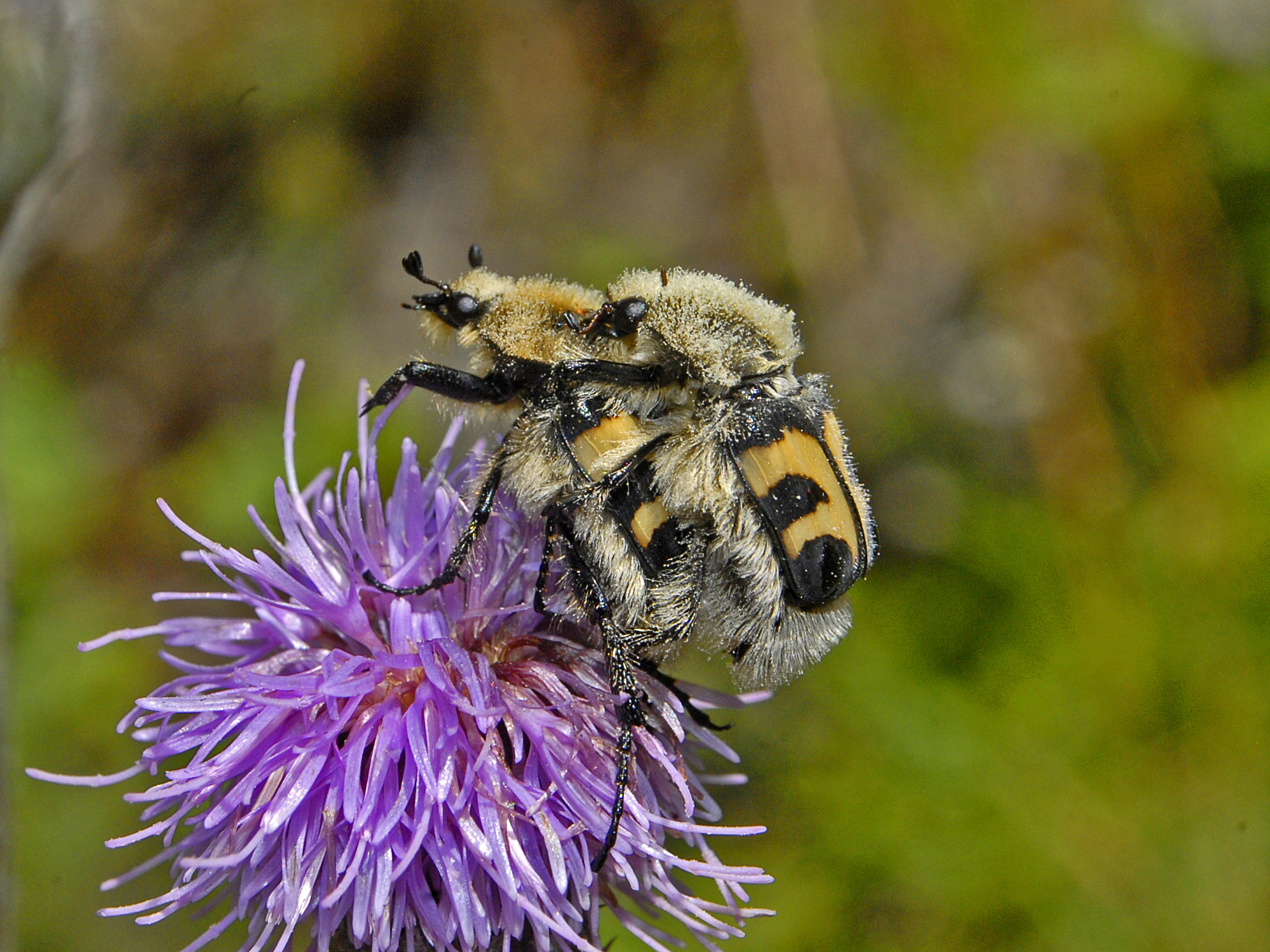
Kopulująca parka

Samice składają jaja w rozkładającym się drewnie drzew liściastych, którym przez 2 lata żywią się larwy. Owady dorosłe spotyka się na pobrzeżach lasów, polanach i porębach, najczęściej w czerwcu i lipcu. Żywią się nektarem ostów, jeżyn, głogów, potrafią zjadać również inne części roślin. Aktywne są w dni słoneczne.
Owad eurosyberyjski. W Europie rozsiedlony od Hiszpanii na zachodzie po Wielką Brytanię, Norwegię i Półwysep Kolski na północy oraz Włochy i Bałkany na południu. W Azji znany z Zakaukazia, Syberii (prócz tundry) i Japonii. W Polsce preferuje pogórza i góry, na niżu występując tylko lokalnie.
W 2005 umieszczony został na „Czerwonej liście gatunków zagrożonych Republiki Czeskiej. Bezkręgowce” jako gatunek narażony.